# Renneritz

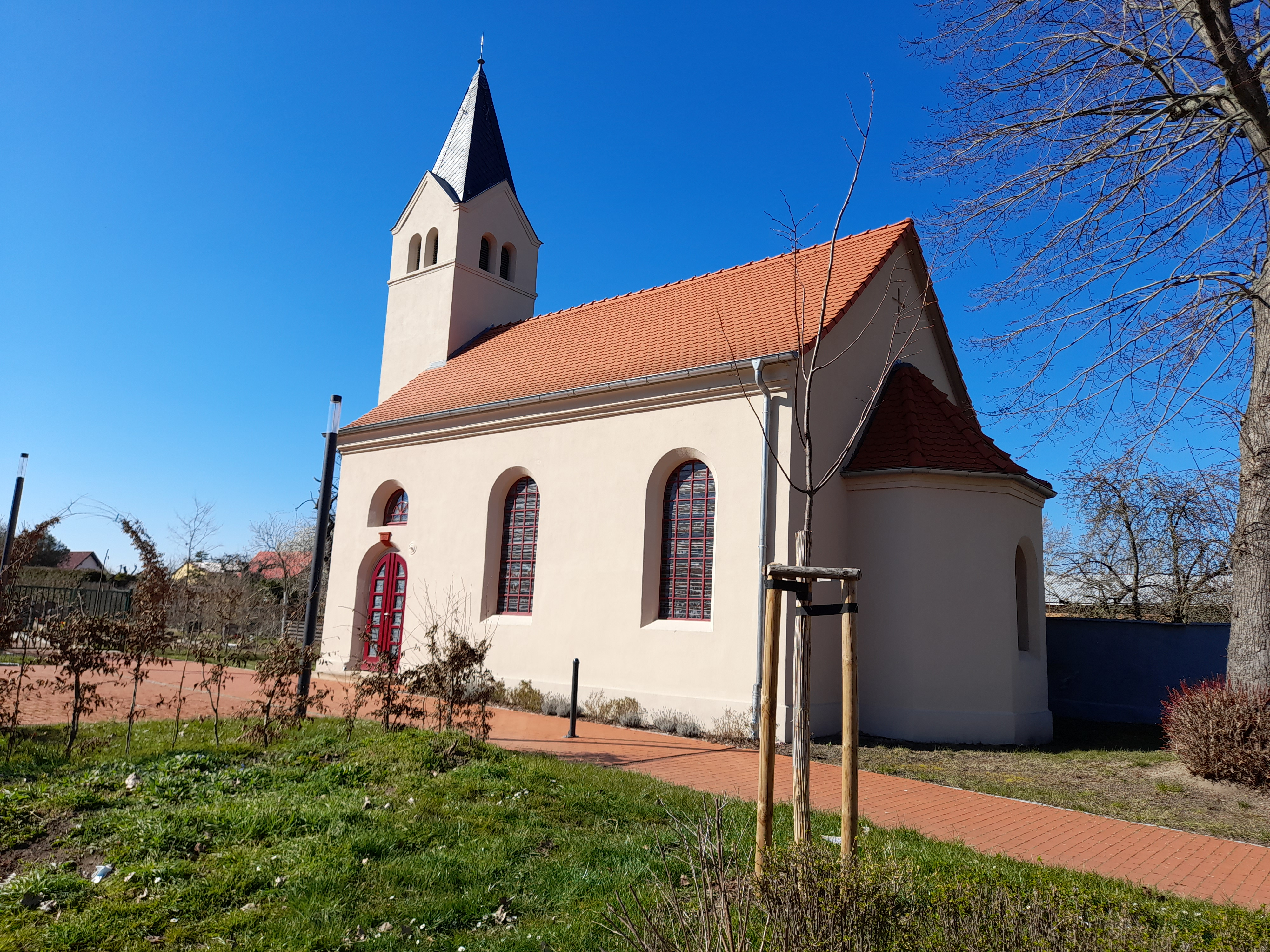
Dorfkirche Renneritz

Renneritz ist ein Ortsteil der gleichnamigen Ortschaft der Stadt Sandersdorf-Brehna im Landkreis Anhalt-Bitterfeld in Sachsen-Anhalt, Deutschland.

## Geografie
Der Ortsteil liegt etwa sechs Kilometer von Sandersdorf-Brehna entfernt. Drei Kilometer südwestlich von Renneritz verläuft die B 100, die an die Autobahn A9 anschließt.

## Geschichte
Renneritz wurde erstmals im Jahre 1420 als „Reynricz“ erwähnt. In den Jahren 1464 bis 1533 soll er eine Wüstung gewesen sein. 1731 bestand Renneritz aus ca. 40 Häusern. Der Ort gehörte bis 1815 zum kursächsischen Amt Bitterfeld. Durch die Beschlüsse des Wiener Kongresses kam er zu Preußen und wurde 1816 dem Kreis Bitterfeld im Regierungsbezirk Merseburg der Provinz Sachsen zugeteilt, zu dem er bis 1944 gehörte.
Renneritz wurde im Jahr 1992 mit den Gemeinden Ramsin, Heideloh, Sandersdorf und Zscherndorf zur Verwaltungsgemeinschaft Sandersdorf zusammengeführt. Diese wurde am 1. Juli 2004 aufgelöst, und es wurde die verwaltungsgemeinschaftsfreie Gemeinde Sandersdorf gegründet, die am 1. Juli 2009 nach weiteren Eingemeindungen in Sandersdorf-Brehna umbenannt wurde.

## Politik

### Bürgermeister
In Renneritz besteht ein Ortschaftsrat mit 3 Mitgliedern und Ortsbürgermeister ist Torsten Wolf.

### Wappen
| | Blasonierung: „In Blau über einem silbernen Räderpflug zwei schräggekreuzte behalmte goldene Kornähren.“ |
| Wappenbegründung: Das neue Wappen greift die Darstellung eines Bildsiegels der Gemeinde aus den 1920er Jahren auf. Von jeher war der Ort ländlich geprägt und von Wiesen und Äckern umgeben, dies ist auch heute noch so. Die Bedeutung der Landwirtschaft für den Ortsteil soll im Wappen verankert werden. Die blaue Tingierung des Wappenschildes symbolisiert den Himmel und die Windkraft, die früher zur Weiterverarbeitung des Korns in der Mühle von Nutzen war. Die Ährenhalme und der Pflug sind weitere Verweise auf die hiesige Landwirtschaft. Das Wappen wurde vom Ramsiner Steven Pick gestaltet und am 3. März 2020 unter der Registratur 80 ST in die Deutsche Ortswappenrolle des HEROLD eingetragen und dokumentiert. Der Heimatverein Renneritz e. V. stiftete dieses Wappen im November 2019 und beantragte Anfang 2020 die Eintragung in die Deutsche Ortswappenrolle vom HEROLD. | |

## Kultur und Sehenswürdigkeiten

### Feuerwehr
Im Ort gibt es seit 1933 eine Freiwillige Feuerwehr. Diese verfügt in der Neulandstraße 1 über ein eigenes Feuerwehrhaus und zwei Feuerwehrfahrzeuge. 

### Heimatverein
Der Heimatverein Renneritz e. V. wurde am 20. Januar 2010 von sieben Renneritzer Bürgern gegründet, um die Entwicklung des Dorfes und des Gemeinschaftslebens in Renneritz zu fördern. Der Verein betreut u. a. in Form einer Patenschaft den Spielplatz im Ort und organisiert und veranstaltet Aktivitäten und Feste (z. B. das Kinder- und Dorffest oder das Weihnachtsbaumverbrennen).

### Flugplatz
Direkt am Renneritzer Ortsrand befindet sich der über die Gemeindegrenzen hinaus bekannte Segelflugplatz. Im Jahr 1970 erfolgte die offizielle Einweihung des Flugplatzes Renneritz. Träger des Segelflugplatzes ist seit 1990 der „Segelflugverein Wolfen e. V.“

### Kirche
Eine bauliche Besonderheit in Renneritz ist die im Jahr 1886 von ansässigen Bürgern erbaute Kirche. Im Jahr 2000 wurde der Förderverein für die Erhaltung der Renneritzer Kirche gegründet. Die Mitglieder organisieren Konzerte und andere Veranstaltungen und der Erlös kommt der Erhaltung dieses Bauwerkes zugute.